# Izumi Sotaro
Izumi Sotaro (泉 宗太郎 Izumi Sotaro, sinh ngày 5 tháng 8 năm 1992) là một cầu thủ bóng đá người Nhật Bản.

## Sự nghiệp thi đấu
Izumi Sotaro thi đấu cho câu lạc bộ J3 League; YSCC Yokohama mùa giải 2015.

## Thống kê câu lạc bộ
Cập nhật đến ngày 20 tháng 2 năm 2017.
| Thành tích câu lạc bộ | Thành tích câu lạc bộ | Thành tích câu lạc bộ | Giải vô địch | Giải vô địch | Cúp                   | Cúp                   | Tổng cộng | Tổng cộng |
| Mùa giải              | Câu lạc bộ            | Giải vô địch          | Số trận      | Bàn thắng    | Số trận               | Bàn thắng             | Số trận   | Bàn thắng |
| Nhật Bản              | Nhật Bản              | Nhật Bản              | Giải vô địch | Giải vô địch | Cúp Hoàng đế Nhật Bản | Cúp Hoàng đế Nhật Bản | Tổng cộng | Tổng cộng |
| --------------------- | --------------------- | --------------------- | ------------ | ------------ | --------------------- | --------------------- | --------- | --------- |
| 2015                  | YSCC Yokohama         | J3 League             | 12           | 0            | –                     | –                     | 12        | 0         |
| 2016                  | Suzuka Unlimited FC   | JRL (Tokai, Div. 1)   | 14           | 2            | 2                     | 0                     | 16        | 2         |
| Tổng                  | Tổng                  | Tổng                  | 26           | 2            | 2                     | 0                     | 28        | 2         |